# Martin Schönbrodt-Rühl
Oskar Martin Schönbrodt-Rühl (* 2. November 1904 in Wiederitzsch; † 6. September 1965 in Leipzig) war ein deutscher Verleger (Neumann Verlag), Buchdrucker (Verlag J. Neumann) und Schriftsetzer.

## Leben und Wirken
Nach einer Lehre zum Bankkaufmann wechselte Schönbrodt-Rühl in das Buchgewerbe: Ergänzt durch Abendkurse an der Königlichen Akademie für graphische Künste und Buchgewerbe in Leipzig beendete er 1927 eine Lehre als Buchdrucker und Schriftsetzer am Technikum für Buchdrucker in Leipzig. In Berlin legte er drei Jahre später seine Meisterprüfung mit Auszeichnung ab. In der Folgezeit arbeitete Schönbrodt-Rühl in verschiedenen Druckgroßbetrieben, darunter der Berliner Zeitungs- und Zeitschriftenverlag von August Scherl.
Nach einem Studienaufenthalt in den USA, wo er den Offsetdruck kennenlernte, übernahm er die Leitung der Großdruckerei des Verlegers Julius Neumann in Neudamm in der Neumark.
Schönbrodt-Rühl überlebte als einziger Gesellschafter des ursprünglichen Neumann-Verlags den Zweiten Weltkrieg. Er  siedelte in das sächsische Radebeul bei Dresden über, wo er im November 1945 bei der Abteilung Schrifttum und Buchhandel der sächsischen Landesverwaltung die Wiedereröffnung des Verlags als Neumann Verlag beantragte. Auch durch die Unterstützung des Börsenvereins erlangte er die Lizenz der Sowjetischen Militäradministration in Deutschland als Verleger am 25. Februar 1947.

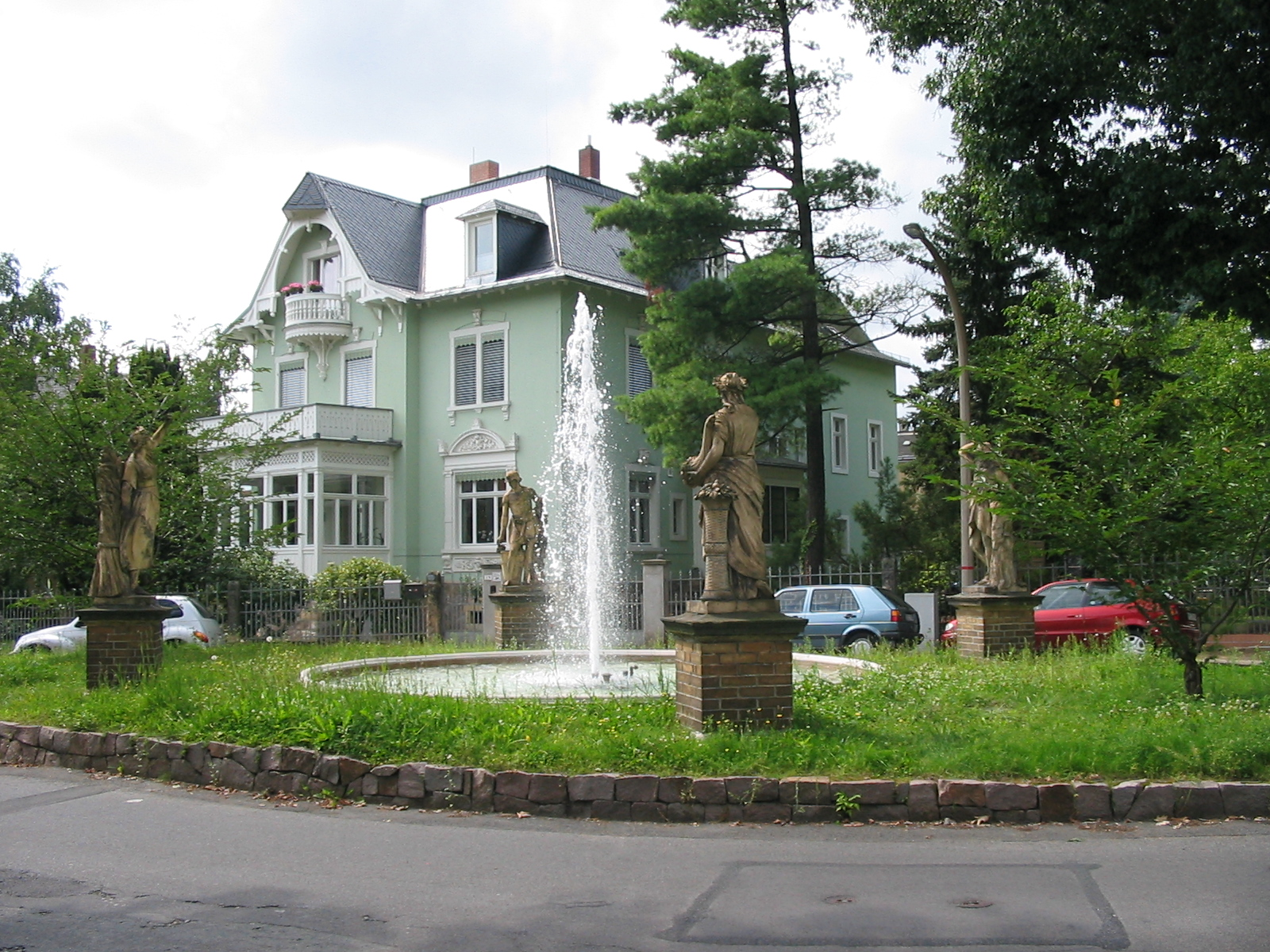
Dr.-Schmincke-Allee 19: Wohn- und Verlagssitz ab 1948

Bis zu seinem Tod 1965, ab 1958 eigenständig unter dem Dach des SED-eigenen Urania Verlags, gab Schönbrodt-Rühl zahlreiche Bücher zu gärtnerischen sowie land- und forstwirtschaftlichen Themen heraus. Dazu erlaubte ihm seine Lizenz naturkundliche Belletristik. Mit seinem Tod 1965 übernahm seine Frau Herta Schönbrodt-Rühl die Verlagsleitung gemeinsam mit Georg Anders.
Schönbrodt-Rühl wurde auf dem Dresdner Alten Annenfriedhof beerdigt.